# 圆齿铁线蕨
圆齿铁线蕨（学名：Adiantum breviserratum）为铁线蕨科铁线蕨属下的一个种。